# Rhynchortyx cinctus
Rhynchortyx cinctus là một loài chim trong họ Odontophoridae.